# Josephus Flavius Holloway
Joseph Flavius Holloway (Uniontown, Ohio, 18 de janeiro de 1825 — 1 de setembro de 1896) foi um engenheiro mecânico estadunidense. Foi presidente da Cuyahoga Steam Furnace Co. e presidente da Sociedade dos Engenheiros Mecânicos dos Estados Unidos (ASME) em 1885 1886.
Nascido em Uniontown, Ohio, Holloway cresceu em Sunbury, Pensilvânia, onde seu pai foi marceneiro, e depois pregador do evangelho. Foi aprendiz com um constutor de motores e em 1845 foi maquinista em Chicopee, Massachusetts durante um ano. Em 1846 começou a trabalhar na Cuyahoga Steam Furnace Company, onde auxiliou no projeto de botes a vapor. No ano seguinte projetou botes a vapor para uma firma fabricante de barcos em Pittsburgh, e em uma firma em Wilmington, Delaware.
No início da década de 1850 foi diretor da Cumberland Coal and Iron Company, e depois em uma usina de ferro e carvão em Shawneetown, Illinois. Em 1857 retornou para a Cuyahoga Steam Furnace Works, onde tornou-se superintendente e depois presidente. Após a companhia ser adquirida pela American Ship Building Company em 1887, Holloway trabalhou na companhia de engenharia H.R. Worthington em Nova Iorque, e de 1894 até morrer em 1896 esteve ligado à Snow Steam Pump Works de Buffalo.